# Solenocaulon querciformis
Solenocaulon querciformis is een zachte koraalsoort uit de familie Anthothelidae. De koraalsoort komt uit het geslacht Solenocaulon. Solenocaulon querciformis werd in 1911 voor het eerst wetenschappelijk beschreven door Nutting. 